# Suture ethmoïdo-maxillaire
La suture ethmoïdo-maxillaire est la suture crânienne qui relie le bord inférieur de la lame orbitaire de l'os ethmoïde au bord supérieur de l’os maxillaire.